# Juan José Serrizuela
Juan José Serrizuela (Avellaneda, Provincia de Buenos Aires, 25 de enero de 1977) es un exfutbolista y actual director técnico argentino. Jugaba como lateral por derecha y su primer equipo fue Lanús. Su último club antes de retirarse fue Berazategui. Es hermano del también exfutbolista José Tiburcio Serrizuela.

## Trayectoria
Debuta en 1995 en Lanús, en donde permanece hasta el año 1999, emigrando luego al Mallorca de España para jugar allí hasta el 2000.
Luego retornó al país para vestir la camiseta de San Lorenzo de Almagro en donde festejaría el Torneo Clausura 2001 y seis meses más tarde la Copa Mercosur del mismo año. Posteriormente se incorporó a Independiente, club en el que también festejó ya que se coronaría campeón del Torneo Apertura 2002. En el año 2004 retorna a Lanús, permaneciendo en el club hasta principios de 2005, cuando emigra a Libertad de Paraguay.
Luego de su paso por el fútbol guaraní, regresa a Argentina para sumarse a Gimnasia y Esgrima de Jujuy. En 2006 arregla su incorporación en Quilmes, y luego pasa a Belgrano de Córdoba, club en el cual milita hasta mediados de 2007. Una vez finalizado su contrato con la institución cordobesa, arregla su vinculación con Unión de Santa Fe, club en el cual permaneció hasta mediados de 2008. 
Tras su paso por Talleres de Córdoba, culminó su carrera profesional en Berazategui en 2011.
Luego empezó a entrenar a las divisiones inferiores de Colegiales. En 2015, asumió como entrenador del primer equipo, debutó en la fecha 27 del Campeonato de Primera B. Demostrando un buen juego en lo colectivo, el conjunto tricolor pudo mantener la categoría.

## Clubes

### Como jugador
| Club                        | País      | Año       |
| --------------------------- | --------- | --------- |
| Lanús                       | Argentina | 1995-1999 |
| Mallorca                    | España    | 1999-2000 |
| San Lorenzo de Almagro      | Argentina | 2000-2002 |
| Independiente               | Argentina | 2002-2003 |
| Mallorca                    | España    | 2003      |
| Lanús                       | Argentina | 2004      |
| Libertad                    | Paraguay  | 2005      |
| Gimnasia y Esgrima de Jujuy | Argentina | 2005      |
| Quilmes                     | Argentina | 2006      |
| Belgrano de Córdoba         | Argentina | 2006-2007 |
| Unión de Santa Fe           | Argentina | 2007-2008 |
| Talleres de Córdoba         | Argentina | 2008-2009 |
| Berazategui                 | Argentina | 2011      |

### Como entrenador
| Club                     | País                 | Año                  | PJ  | PG | PE | PP | GF  | GC  | DG  | EF%    |
| ------------------------ | -------------------- | -------------------- | --- | -- | -- | -- | --- | --- | --- | ------ |
| Colegiales               | Argentina            | 2015                 | 16  | 6  | 6  | 4  | 21  | 17  | +4  | 50%    |
| Nueva Chicago            | Argentina            | 2018                 | 6   | 1  | 2  | 3  | 5   | 8   | -3  | 27.78% |
| Independiente (interino) | Argentina            | 2022                 | 1   | 1  | 0  | 0  | 3   | 0   | +3  | 100%   |
| Independiente (reserva)  | Argentina            | 2022                 | 19  | 8  | 5  | 6  | 24  | 24  | 0   | 50.88% |
| Argentino (Q)            | Argentina            | 2023                 | 17  | 8  | 6  | 3  | 21  | 12  | +9  | 58.82% |
| Acassuso                 | Argentina            | 2024-presente        | 42  | 17 | 15 | 10 | 51  | 44  | +7  | 52.38% |
| Total en sus equipos     | Total en sus equipos | Total en sus equipos | 101 | 41 | 34 | 26 | 125 | 105 | +20 | 51.82% |

## Palmarés

### Campeonatos nacionales
| Título           | Club                   | País      | Año    |
| ---------------- | ---------------------- | --------- | ------ |
| Primera División | San Lorenzo de Almagro | Argentina | C-2001 |
| Primera División | Independiente          | Argentina | A-2002 |

### Campeonatos internacionales
| Título              | Club                   | Sede         | Año  |
| ------------------- | ---------------------- | ------------ | ---- |
| Copa Conmebol       | Lanús                  | Bogotá       | 1996 |
| Sudamericano Sub-20 | Selección Argentina    | Chile        | 1997 |
| Copa Mundial Sub-20 | Selección Argentina    | Malasia      | 1997 |
| Copa Mercosur       | San Lorenzo de Almagro | Buenos Aires | 2001 |